# Buriaș, Ilfov
Buriaș este un sat în comuna Periș din județul Ilfov, Muntenia, România.
Satul se află la liziera vestică a Pădurii Scroviștea și este învecinat la nord cu Râul Ialomița.

 Acest articol despre o localitate din județul Ilfov este deocamdată un ciot. Puteți ajuta Wikipedia prin completarea lui.